# Долгое (озеро, Плесецкий район)
До́лгое — озеро в Плесецком районе Архангельской области, в бассейне реки Онега. Относится к Двинско-Печорскому бассейновому округу.
Площадь озера — 13,2 км², площадь водосборного бассейна — 4630 км². Входит в систему озёр Кенозера, с которым соединено на востоке. На севере соединяется с вышестоящим Свиным озером. Юго-западную акваторию озера выделяют в залив Тамбичлахта, в него впадает река Тамбича. Территория входит в Кенозерский национальный парк.
На берегах озера расположены населённые пункты Кривцово, Тамбич-Лахта, Качикова Горка, Бухалово, Захарова, Немята, Карпова, Вершинино, Погост.